# Aeródromo de Múzquiz
El Aeródromo de Múzquiz ó Aeródromo Kikapoo (Código OACI: MM42 – Código DGAC: MUZ) es un pequeño aeropuerto ubicado al sur de Ciudad Melchor Múzquiz en el estado de Coahuila y es operado por la Administradora Coahuilense de Infraestructura y Transporte Aéreo S.A. de C.V. Cuenta con una pista de aterrizaje de 1,220 metros de largo y 19 metros de ancho, una plataforma de aviación de 2,000 metros cuadrados, hangares y un pequeño edificio terminal. En agosto de 2016 se planteó expandir las instalaciones del aeródromo así como la pista de aterrizaje con financiamiento municipal y por parte de la empresa Grupo Acerero del Norte S.A., ya que la acerera requeriría un aeródromo con capacidad para aeronaves de mayor tamaño.

## Accidentes e incidentes
- El 29 de julio de 2015 una aeronave Cessna 182S Skylane con matrícula XB-VGF que partió del Aeropuerto de Múzquiz con dirección al Aeródromo de Mina La Encantada tuvo problemas mecánicos durante la fase de despegue, por lo que el piloto trató de regresar al Aeropuerto de Múzquiz, sin embargo la aeronave no logró llegar, impactando contra el suelo matando a 4 pasajeros y dejando lesionado al piloto.[4][5][6]